# Kościół kartuzów w Kolonii
Kościół kartuzów w Kolonii – dawna gotycka świątynia klasztorna, obecnie kościół ewangelicki.
Dawny kościół klasztoru kartuzów (niem. Kartäuserkirche) założonego w 1334 r. znajduje się w południowej części Starego Miasta, przy Kartäusergasse 7. Jest jedną z 5 świątyń Parafii Ewangelickiej w Kolonii (niem. Evangelische Gemeinde Köln) obejmującej całe śródmieście (niem. Innenstadt), do której należy również poklasztorny kościół antonianów.

## Historia i architektura
Fundatorem kartuzji był abp Walram von Jülich. Powstała na miejscu, gdzie św. Seweryn (biskup Kolonii) miał słyszeć pienia aniołów unoszących do nieba duszę św. Marcina (tzw. Pole św. Marcina – niem. Martinsfeld). Pierwsze zabudowania były drewniane. Murowany gotycki kościół jest jednonawowy, 7-przęsłowy, z wielobocznym zamknięciem od wschodu. Wnętrze kryte jest sklepieniem krzyżowo-żebrowym. Budowa świątyni pw. św. Barbary trwała pod kierunkiem mistrza Konrada od 1365 do 30 listopada 1393 r. Klasztor z 2 dziedzińcami i 25 eremami znajdował się od południa. W latach 1425–1427 od strony płn. do kościoła dobudowano kaplice Świętych Aniołów i Najśw. Marii Panny, a w 1510 powiększono znajdującą się z tej samej strony zakrystię. Część kapłańską od przeznaczonej dla braci zakonnych oddzielało lektorium rozebrane na pocz. XIX w. W latach 1451–1455 wzniesiono nowy kapitularz. Okres największego rozkwitu intelektualnego i materialnego przypadł na przełom XV i XVI w. Kartuzja dysponowała własnym skryptorium. Pośród osób pochowanych w świątyni i polecanych modlitwom mnichów znajdowała się świątobliwa Maria z Osterwick (zm. 1547).
Na początku XVIII w. kościół otrzymał bogatą dekorację malarską dziś zachowaną fragmentarycznie. W 1741 roku powstały barokowe zabudowania klasztorne i bramki wejściowe. Po zajęciu miasta przez Francuzów w 1794 r. kartuzję zsekularyzowano jako pierwszy z klasztorów. Odtąd kościół pełnił rolę lazaretu wojskowego, od 1815 pruskiego magazynu. W roku 1923 otrzymała go parafia ewangelicka w zamian za dotychczasowy garnizonowy kościół św. Pantaleona. Pierwsze nabożeństwo po remoncie odbyło się 16 września 1928. Do roku 1938 pastorem pozostawał Georg Fritze, jako "czerwony proboszcz" (niem. der rote Pfarrer) prześladowany przez hitlerowców (upamiętnia go tablica na dziedzińcu). Na rozwój życia muzycznego duży wpływ wywarł Peter Neumann.
Podczas II wojny światowej kościół silnie ucierpiał wskutek nalotów w 1944 roku. Zniszczeniu uległy sklepienia i zabudowania klasztorne. Został odbudowany z przywróceniem stanu gotyckiego w latach 1949–1953 pod kierunkiem architekta Georga Eberleina. Obie kaplice połączono i tworzą rodzaj nawy bocznej. Nad kalenicą dachu wznoszą się 2 wieżyczki.
Klasztor został odbudowany w 1964 r. i mieści ewangelicką administrację kościelną miasta (niem. Evangelische Stadtkirchenverband Köln). W latach 1990–1991 Kölnisches Stadtmuseum zorganizowało tu wystawę zabytków kultury duchowej i artystycznej kartuzji z około 1500.

## Zabytki
Dawne bogate wyposażenie wnętrza, częściowo zachowane w zbiorach muzealnych Kolonii, innych miast Niemiec i zagranicą, było fundowane przez zamożne rodziny mieszczańskie. Spośród dzieł malarstwa gotyckiego szczególnie wartościowe jest Ukrzyżowanie z ok. 1400 (Waszyngton), ołtarz Męki Pańskiej z ok. 1464, malowany przez Mistrza Pasji Lyversberga (niem. Meister der Lyversberger Passion; obecnie w muzeach w Kolonii i Norymberdze) oraz obrazy z ołtarza św. Tomasza z ok. 1490, których autorem jest Mistrz Ołtarza św. Bartłomieja (niem. Meister des Bartholomäus-Altars; w Wallraf-Richartz-Museum). Około 1465 powstały obrazy ilustrujące legendę św. Brunona (dziś w Paryżu) i rozproszony zespół witraży. Stąd pochodzą również liczne gotyckie i renesansowe zdobione kafle. Klasztor dysponował wielkim zbiorem relikwii.
Obecne skromne wyposażenie wnętrza powstało w latach 1953–1959. Charles Crodel zaprojektował witraże, zaś ołtarz, chrzcielnicę, ambonę i ławki Gerhard Marcks. W kaplicach bocznych zachowały się rzeźbione gotyckie konsole i malowidła florystyczne. Prospekt organowy w kaplicy mariackiej zbudował Ludwig König 1770. Ołtarz w nowej zakrystii służącej jako kaplica chrzcielna i ślubna, jest XVI-wiecznym tryptykiem ze sceną Pokłonu Trzech Króli, dziełem nieznanego mistrza holenderskiego. Kościół posiada 4 brązowe dzwony odlane w ludwisarni Rincker w Sinn.

## Miscellanea
Nabożeństwa niedzielne rozpoczynają się o 9.45, a w I niedzielę miesiąca o 18.00. Przy kościele prowadzona jest szeroko zakrojona działalność skierowana szczególnie do dzieci, młodzieży i seniorów. Działa przedszkole i dom opieki. Rozwinięte jest życie muzyczne, pielęgnowane są regularne kontakty ekumeniczne, szczególnie z pobliską rzymskokatolicką parafią św. Seweryna (niem. St. Severin).